# Placówka Straży Granicznej I linii „Podłęże Królewskie”
Placówka Straży Granicznej I linii „Podłęże Królewskie” – jednostka organizacyjna Straży Granicznej pełniąca służbę ochronną na granicy polsko-niemieckiej w okresie międzywojennym.

## Formowanie i zmiany organizacyjne
W 1921 roku w Starokrzepicach stacjonował sztab 3 kompanii 4 batalionu celnego. 3 kompania celna jedną ze swoich placówek wystawiła w Podłężu Królewskim. 
Na wniosek Ministerstwa Skarbu, uchwałą z 10 marca 1920 roku, powołano do życia Straż Celną. Od połowy 1921 roku jednostki Straży Celnej rozpoczęły przejmowanie odcinków granicy od pododdziałów Batalionów Celnych. Proces tworzenia Straży Celnej trwał do końca 1922 roku. Placówka Straży Celnej „Podłęże Królewskie” weszła w podporządkowanie komisariatu Straży Celnej „Podłęże Szlacheckie” z Inspektoratu SC „Praszka”.
Rozporządzeniem Prezydenta Rzeczypospolitej Polskiej Ignacego Mościckiego z 22 marca 1928 roku, do ochrony północnej, zachodniej i południowej granicy państwa, a w szczególności do ich ochrony celnej, powoływano z dniem 2 kwietnia 1928 roku  Straż Graniczną.
5 lipca 1928 roku przemianowano komisariat Straży Celnej „Podłęże Szlacheckie” na podkomisariat SG „Panki”.
Z dniem 30 września 1929 podkomisariat został przeformowany w komisariat Straży Granicznej.
Rozkazem nr 11 z 9 stycznia 1930 roku w sprawie reorganizacji Wielkopolskiego Inspektoratu Okręgowego komendant Straży Granicznej płk Jan Jur-Gorzechowski ustalił numer i nową organizację komisariatu. Placówka Straży Granicznej I linii „Podłęże Królewskie” znalazła się w jego strukturze.
Rozkazem nr 1 z 27 marca 1936 roku  w sprawach [...] zmian w niektórych inspektoratach okręgowych, komendant Straży Granicznej płk Jan Jur-Gorzechowski zniósł placówkę Straży Granicznej I linii  „Podłęże Królewskie”, a załogę włączył w skład placówki „Podłęże Szlacheckie”.

## Służba graniczna
Obsada placówki kwaterowała w 1933 roku w budynkach prywatnych.
Sąsiednie placówki
- placówka Straży Granicznej I linii „Starokrzepice” ⇔ placówka Straży Granicznej I linii „Podłęże Szlacheckie” − styczeń 1930[9]

## Kierownicy/dowódcy placówki
| stopień    | imię i nazwisko    | okres pełnienia służby | kolejne stanowisko            |
| ---------- | ------------------ | ---------------------- | ----------------------------- |
| przodownik | Stanisław Salabura | był w 1930–27 IX 1932  | do IG „Leszno”                |
| przodownik | Józef Ostrowski    | 1 X 1932– II 1935      | kierownik placówki „Krzepice” |